# Associazione Calcio Cesena 1970-1971
Questa voce raccoglie le informazioni riguardanti l'Associazione Calcio Cesena nelle competizioni ufficiali della stagione 1970-1971.

## Rosa
| N. |                   | Ruolo | Calciatore           |
| -- | ----------------- | ----- | -------------------- |
|    | Italia (bandiera) | D     | Paolo Ammoniaci      |
|    | Italia (bandiera) | P     | Antonio Annibale     |
|    | Italia (bandiera) | A     | Mario Bardi          |
|    | Italia (bandiera) | C     | Patrizio Bonafè      |
|    | Italia (bandiera) | A     | Otello Catania       |
|    | Italia (bandiera) | D     | Fabio Cazzola        |
|    | Italia (bandiera) | D     | Giampiero Ceccarelli |
|    | Italia (bandiera) | A     | Mauro Colombini      |
|    | Italia (bandiera) | C     | Vasco Dugini         |
|    | Italia (bandiera) | A     | Fabio Enzo           |
|    | Italia (bandiera) | A     | Paolo Ferrario       |
|    | Italia (bandiera) | D     | Alvaro Gasparini     |
|    | Italia (bandiera) | P     | Gastone Giacinti     |

| N. |                   | Ruolo | Calciatore            |
| -- | ----------------- | ----- | --------------------- |
|    | Italia (bandiera) | A     | Mauro Listanti        |
|    | Italia (bandiera) | D     | Rossano Marinelli (I) |
|    | Italia (bandiera) | D     | Vasco Marinelli (II)  |
|    | Italia (bandiera) | D     | Attilio Maldera       |
|    | Italia (bandiera) | A     | Luciano Paganini      |
|    | Italia (bandiera) | A     | Ivo Perissinotto      |
|    | Italia (bandiera) | C     | Renzo Ragonesi        |
|    | Italia (bandiera) | C     | Federico Righi        |
|    | Italia (bandiera) | D     | Francesco Scorsa      |
|    | Italia (bandiera) | D     | Giancarlo Vasini      |
|    | Italia (bandiera) | C     | Vittorio Zanetti      |
|    | Italia (bandiera) | A     | Mario Zimolo          |

## Risultati

### Serie B

#### Girone di andata
| 20 settembre 1970 1ª giornata | Monza | 1 – 0 | Cesena |  |

| 27 settembre 1970 2ª giornata | Cesena | 0 – 1 | Brescia |  |

| 4 ottobre 1970 3ª giornata | Livorno | 1 – 1 | Cesena |  |

| 11 ottobre 1970 4ª giornata | Cesena | 1 – 1 | Massese |  |

| 18 ottobre 1970 5ª giornata | Bari | 2 – 0 | Cesena |  |

| 25 ottobre 1970 6ª giornata | Cesena | 3 – 1 | Casertana |  |

| 1º novembre 1970 7ª giornata | Ternana | 1 – 0 | Cesena |  |

| 8 novembre 1970 8ª giornata | Cesena | 1 – 1 | Mantova |  |

| 15 novembre 1970 9ª giornata | Modena | 0 – 0 | Cesena |  |

| 22 novembre 1970 10ª giornata | Cesena | 0 – 0 | Catanzaro |  |

| 29 novembre 1970 11ª giornata | Cesena | 0 – 0 | Atalanta |  |

| 6 dicembre 1970 12ª giornata | Perugia | 1 – 0 | Cesena |  |

| 13 dicembre 1970 13ª giornata | Cesena | 1 – 0 | Reggina |  |

| 20 dicembre 1970 14ª giornata | Pisa | 0 – 0 | Cesena |  |

| 27 dicembre 1970 15ª giornata | Cesena | 1 – 0 | Palermo |  |

| 3 gennaio 1971 16ª giornata | Como | 0 – 0 | Cesena |  |

| 10 gennaio 1971 17ª giornata | Arezzo | 2 – 1 | Cesena |  |

| 17 gennaio 1971 18ª giornata | Cesena | 0 – 1 | Taranto |  |

| 24 gennaio 1971 19ª giornata | Novara | 1 – 2 | Cesena |  |

#### Girone di ritorno
| 7 febbraio 1971 20ª giornata | Cesena | 1 – 2 | Monza |  |

| 14 febbraio 1971 21ª giornata | Brescia | 0 – 0 | Cesena |  |

| 21 febbraio 1971 22ª giornata | Cesena | 1 – 1 | Livorno |  |

| 28 febbraio 1971 23ª giornata | Massese | 1 – 0 | Cesena |  |

| 7 marzo 1971 24ª giornata | Cesena | 2 – 1 | Bari |  |

| 14 marzo 1971 25ª giornata | Casertana | 1 – 1 | Cesena |  |

| 21 marzo 1971 26ª giornata | Cesena | 1 – 0 | Ternana |  |

| 28 marzo 1971 27ª giornata | Mantova | 0 – 0 | Cesena |  |

| 4 aprile 1971 28ª giornata | Cesena | 1 – 0 | Modena |  |

| 11 aprile 1971 29ª giornata | Catanzaro | 1 – 0 | Cesena |  |

| 18 aprile 1971 30ª giornata | Atalanta | 1 – 0 | Cesena |  |

| 25 aprile 1971 31ª giornata | Cesena | 1 – 0 | Perugia |  |

| 2 maggio 1971 32ª giornata | Reggina | 0 – 0 | Cesena |  |

| 9 maggio 1971 33ª giornata | Cesena | 2 – 1 | Pisa |  |

| 16 maggio 1971 34ª giornata | Palermo | 1 – 1 | Cesena |  |

| 23 maggio 1971 35ª giornata | Cesena | 0 – 2 | Como |  |

| 30 maggio 1971 36ª giornata | Cesena | 1 – 0 | Arezzo |  |

| 6 giugno 1971 37ª giornata | Taranto | 2 – 1 | Cesena |  |

| 13 giugno 1971 38ª giornata | Cesena | 1 – 1 | Novara |  |

## Statistiche

### Statistiche di squadra
| Competizione | Punti | In casa | In casa | In casa | In casa | In casa | In casa | In trasferta | In trasferta | In trasferta | In trasferta | In trasferta | In trasferta | Totale | Totale | Totale | Totale | Totale | Totale | DR |
| Competizione | Punti | G       | V       | N       | P       | Gf      | Gs      | G            | V            | N            | P            | Gf           | Gs           | G      | V      | N      | P      | Gf     | Gs     | DR |
| ------------ | ----- | ------- | ------- | ------- | ------- | ------- | ------- | ------------ | ------------ | ------------ | ------------ | ------------ | ------------ | ------ | ------ | ------ | ------ | ------ | ------ | -- |
| Serie B      | 35    | 19      | 9       | 6       | 4       | 18      | 13      | 19           | 1            | 9            | 9            | 7            | 16           | 38     | 10     | 15     | 13     | 25     | 29     | -4 |
| Coppa Italia |       | 3       | 2       | 0       | 1       | 3       | 3       | 2            | 0            | 1            | 1            | 0            | 1            | 5      | 2      | 1      | 2      | 3      | 4      | -1 |
| Totale       |       | 22      | 11      | 6       | 5       | 21      | 16      | 21           | 1            | 10           | 10           | 7            | 17           | 43     | 12     | 16     | 15     | 28     | 33     | -5 |

### Statistiche dei giocatori
| Giocatore         | Serie B  | Serie B | Coppa Italia | Coppa Italia | Totale   | Totale |
| Giocatore         | Presenze | Reti    | Presenze     | Reti         | Presenze | Reti   |
| ----------------- | -------- | ------- | ------------ | ------------ | -------- | ------ |
| P. Ammoniaci      | 38       | 0       | ?            | ?            | 38+      | 0+     |
| A. Annibale       | 32       | -23     | ?            | ?            | 32+      | -23+   |
| M. Bardi          | 2        | 0       | ?            | ?            | 2+       | 0+     |
| P. Bonafè         | 24       | 1       | ?            | ?            | 24+      | 1+     |
| O. Catania        | 6        | 1       | ?            | ?            | 6+       | 1+     |
| F. Cazzola        | 1        | 0       | ?            | ?            | 1+       | 0+     |
| G. Ceccarelli     | 38       | 0       | ?            | ?            | 38+      | 0+     |
| M. Colombini      | 18       | 1       | ?            | ?            | 18+      | 1+     |
| V. Dugini         | 29       | 1       | ?            | ?            | 29+      | 1+     |
| F. Enzo           | 30       | 8       | ?            | ?            | 30+      | 8+     |
| P. Ferrario       | 21       | 4       | ?            | ?            | 21+      | 4+     |
| A. Gasparini      | 4        | 0       | ?            | ?            | 4+       | 0+     |
| G. Giacinti       | 6        | -6      | ?            | ?            | 6+       | -6+    |
| M. Listanti       | 21       | 4       | ?            | ?            | 21+      | 4+     |
| R. Marinelli (I)  | 1        | 0       | ?            | ?            | 1+       | 0+     |
| V. Marinelli (II) | 33       | 0       | ?            | ?            | 33+      | 0+     |
| A. Maldera        | 4        | 0       | ?            | ?            | 4+       | 0+     |
| L. Paganini       | 3        | 0       | ?            | ?            | 3+       | 0+     |
| I. Perissinotto   | 1        | 0       | ?            | ?            | 1+       | 0+     |
| R. Ragonesi       | 2        | 0       | ?            | ?            | 2+       | 0+     |
| F. Righi          | 35       | 1       | ?            | ?            | 35+      | 1+     |
| F. Scorsa         | 29       | 1       | ?            | ?            | 29+      | 1+     |
| G. Valentini      | 1        | 0       | ?            | ?            | 1+       | 0+     |
| G. Vasini         | 25       | 0       | ?            | ?            | 25+      | 0+     |
| V. Zanetti        | 34       | 2       | ?            | ?            | 34+      | 2+     |
| M. Zimolo         | 5        | 0       | ?            | ?            | 5+       | 0+     |